# Quinto Didio
Quinto Didio (in latino Quintus Didius; fl. I secolo a.C.) è stato un militare e politico romano.

## Biografia
Dopo la battaglia di Azio (settembre 31 a.C.), durante l'ultima guerra civile repubblicana, e il ritiro di Marco Antonio e Cleopatra in Egitto, Didio fu nominato governatore della Siria da Ottaviano, che forse lo mandò ad occupare quei territori subito dopo la vittoria; in qualità di governatore, Didio riuscì a convincere Malco I, re di Nabatea, a bruciare le navi di Cleopatra di stanza nel mar Rosso, così da prevenire una sua eventuale fuga a Oriente. Inoltre, fece in modo che un esercito di gladiatori, che si stavano allenando a Cizico in vista di un eventuale trionfo di Antonio, non potesse raggiungere Alessandria per combattere al fianco degli egizi; questi dapprima cercarono di combattere, ma Didio, aiutato anche dall'esercito del re di Giudea Erode, riuscì a venire a patti con loro, permettendogli di accamparsi a Dafne, un sobborgo di Antiochia, finché non fosse giunto il parere di Ottaviano. Poco dopo, nel 30 o nel 29 a.C., fu sostituito con governatore da Marco Valerio Messalla Corvino.